# Il postino di montagna
Il postino di montagna è un cortometraggio di 10 minuti del 1951 diretto da Adolfo Baruffi e con testi di Dino Buzzati.
Ambientato a Colle Santa Lucia (BL), racconta di una giornata di lavoro del postino di paese, descrivendo anche le attività quotidiane del luogo.
Il postino protagonista è Angelo Lezuo, che Buzzati pronuncia erroneamente Fesno.
L'affresco di Buzzati rimane una perla del genere documentaristico. La pellicola era andata perduta, ma dopo varie ricerche negli archivi è stata ritrovata e restaurata dalla Cineteca di Milano.